# 莫約克 (北卡羅萊納州)
莫約克（英語：Moyock）是位於美國北卡羅萊納州柯里塔克縣的普查規定居民點。

## 人口
根據2020年美國人口普查的數據，莫約克的面積為27.26平方千米，當中陸地面積為27.02平方千米，而水域面積為0.24平方千米。當地共有人口5154人，而人口密度為每平方千米189.07人。